# Восточный (Улан-Удэ)
Восто́чный (бур. Шэнэhэтэ Бага Хороо) — микрорайон в Железнодорожном районе столицы Республики Бурятия — города Улан-Удэ .

## География
Микрорайон расположен в 12 км к востоку от центра города Улан-Удэ, непосредственно к северу от авиационного завода и аэропорта Улан-Удэ-Восточный, у границ города с Заиграевским районом Республики Бурятии.

## Инфраструктура
Посёлок Восточный построен по планировочному проекту архитектора Л. Р. Банзаракцаевой.

### Образование
На территории микрорайона располагаются начальная школа-детский сад № 105 «Дельфинчик», детский сад № 87, средняя школа № 7, лицей № 27, ССУЗ Авиационный техникум, специальная коррекционная общеобразовательная школа-интернат № 62 для слепых и слабовидящих детей. При Дворце культуры «Рассвет» для детей и подростков работают секции и кружки.

### Здравоохранение
В микрорайоне действует поликлиника № 4, структура Городской больницы № 4. В здании поликлиники располагается филиал городской стоматологической поликлиники № 3. Помимо этого филиала, в Восточном работает несколько других стоматологических клиник.

### Спорт
В Восточном есть единственная в Улан-Удэ школа ушу «Золотой Дракон».
25 апреля 2025 года завершилась реконструкция стадиона Забайкалец.

## Климат
- Среднегодовая температура: −0,1 °C.
- Среднегодовая скорость ветра: 2,0 м/с.
- Среднегодовая влажность воздуха: 67 %.

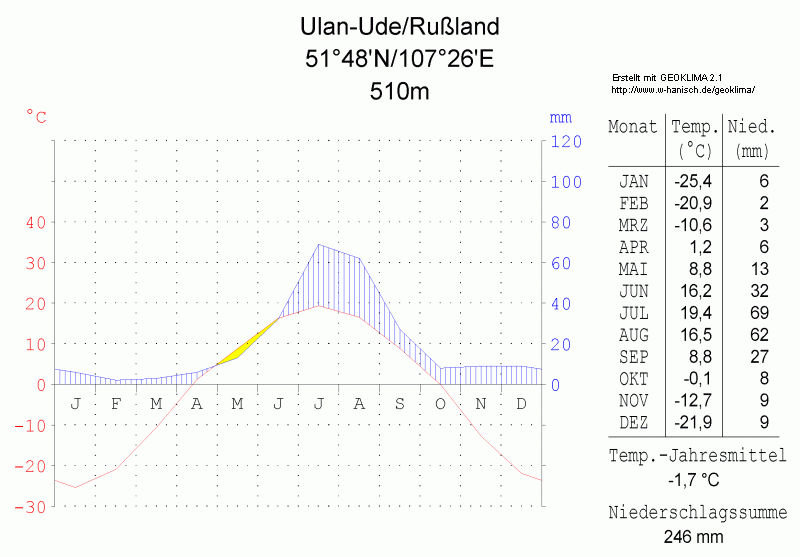
Климатическая диаграмма

- Солнечное сияние 2424 ч.

| Показатель                    | Янв.  | Фев.  | Март  | Апр. | Май   | Июнь | Июль | Авг. | Сен.  | Окт.  | Нояб. | Дек.  | Год   |
| ----------------------------- | ----- | ----- | ----- | ---- | ----- | ---- | ---- | ---- | ----- | ----- | ----- | ----- | ----- |
| Абсолютный максимум, °C       | −0,4  | 8,4   | 18,4  | 26,4 | 34,5  | 40,0 | 39,5 | 39,7 | 32,2  | 24,7  | 10,4  | 5,2   | 40,0  |
| Средний суточный максимум, °C | −17,9 | −10,9 | −0,3  | 9,8  | 18,7  | 24,5 | 26,6 | 23,6 | 16,5  | 6,9   | −5    | −14,6 | 6,5   |
| Средняя температура, °C       | −23,4 | −17,9 | −7,4  | 2,4  | 10,6  | 16,9 | 19,8 | 17,1 | 9,6   | 0,7   | −10,1 | −19,3 | −0,1  |
| Средний суточный минимум, °C  | −27,6 | −23,9 | −13,7 | −3,7 | 3,6   | 10,5 | 14,2 | 11,8 | 4,3   | −4    | −14,2 | −23,2 | −5,5  |
| Абсолютный минимум, °C        | −54,4 | −44,9 | −40,4 | −28  | −15,1 | −3,9 | 1,2  | −4   | −11,4 | −27,9 | −38   | −48,8 | −54,4 |
| Норма осадков, мм             | 5     | 3     | 3     | 6    | 18    | 43   | 65   | 68   | 28    | 7     | 10    | 9     | 265   |
| Источник: Погода и климат     |       |       |       |      |       |      |      |      |       |       |       |       |       |

| Солнечное сияние, часов за месяц. | Солнечное сияние, часов за месяц. | Солнечное сияние, часов за месяц. | Солнечное сияние, часов за месяц. | Солнечное сияние, часов за месяц. | Солнечное сияние, часов за месяц. | Солнечное сияние, часов за месяц. | Солнечное сияние, часов за месяц. | Солнечное сияние, часов за месяц. | Солнечное сияние, часов за месяц. | Солнечное сияние, часов за месяц. | Солнечное сияние, часов за месяц. | Солнечное сияние, часов за месяц. | Солнечное сияние, часов за месяц. |
| Месяц                             | Янв                               | Фев                               | Мар                               | Апр                               | Май                               | Июн                               | Июл                               | Авг                               | Сен                               | Окт                               | Ноя                               | Дек                               | Год                               |
| Солнечное сияние, ч               | 115                               | 155                               | 226                               | 249                               | 288                               | 288                               | 270                               | 248                               | 210                               | 167                               | 114                               | 93                                | 2424                              |
| --------------------------------- | --------------------------------- | --------------------------------- | --------------------------------- | --------------------------------- | --------------------------------- | --------------------------------- | --------------------------------- | --------------------------------- | --------------------------------- | --------------------------------- | --------------------------------- | --------------------------------- | --------------------------------- |

## Достопримечательности

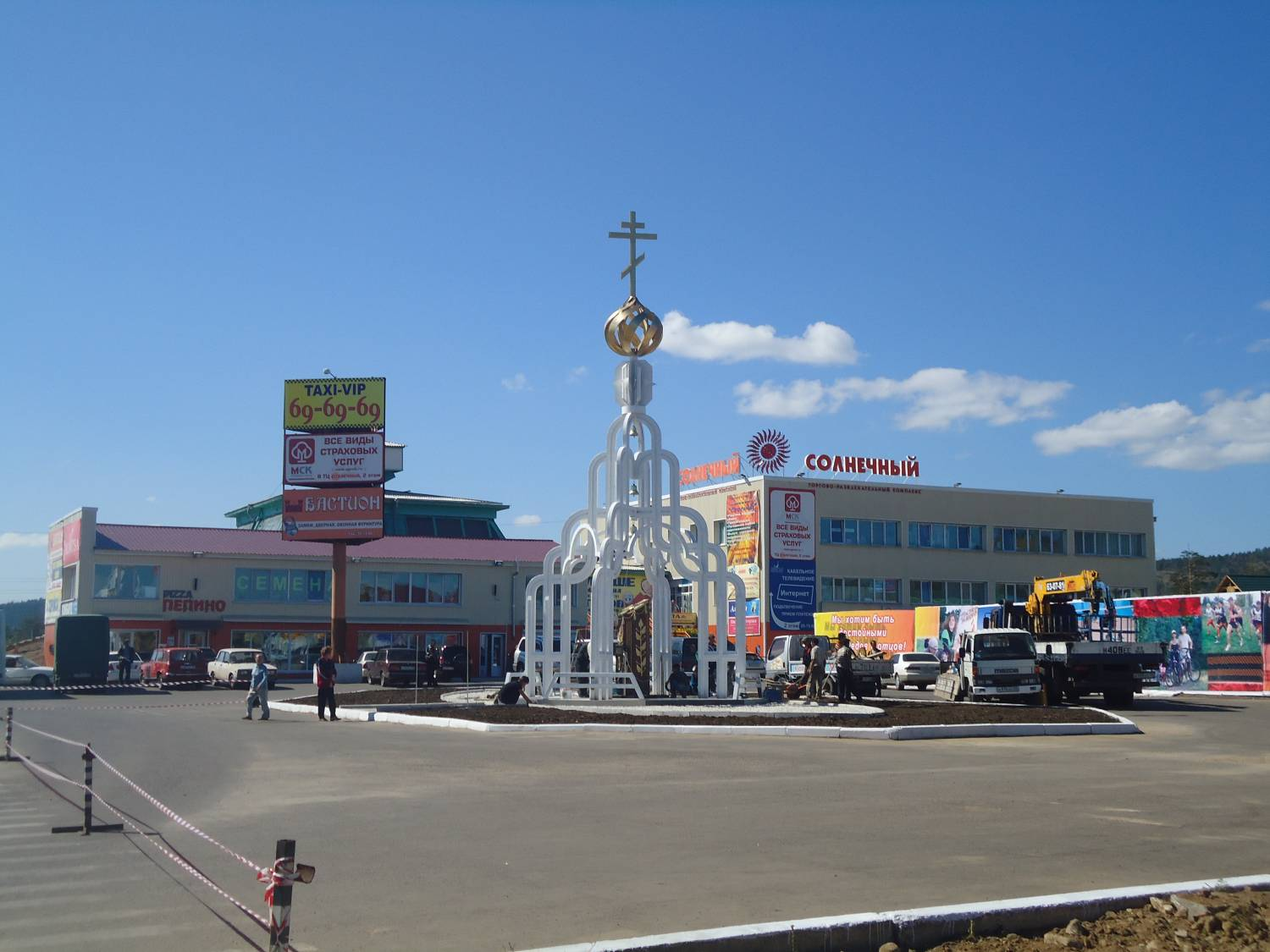
Мемориал «Часовня» на площади около ТРК «Солнечный». Улица Камова

- Мемориал «Часовня», посвященный воинам Бурятии, павшим за Родину во время Великой Отечественной войны[5]; находится на прилегающей территории торгово-развлекательного комплекса «Солнечный».
- Сквер в честь 60-летия Победы.